# Zimrin (As-Sauda)
Zimrin – dzielnica miasta As-Sauda w Syrii, w muhafazie Tartus. Początkowo była to sunnicka wieś, jednak w 1970 r. została włączona do As-Saudy wraz z wioskami Awaru i Basztar oraz Husajn al-Bahr i Matn as-Sahil (te dwie ostatnie się później uniezależniły). W tym czasie Zimrin liczyło 2132 mieszkańców i było największą miejscowością w regionie. W odróżnieniu od innych części składowych As-Saudy (As-Sauda i Basztar były chrześcijańskie, a Awaru szyickie) Zimrin zamieszkiwali sunnici co doprowadzało do napięć.